# Naekake B
Naekake B is een bestuurslaag in het regentschap Timor Tengah Utara van de provincie Oost-Nusa Tenggara, Indonesië. Naekake B telt 756 inwoners (volkstelling 2010).